# Erna Bürger
Erna Bürger (Eberswalde, 26 luglio 1909 – Düsseldorf, 21 giugno 1958) è stata una ginnasta tedesca.

## Palmarès

### Olimpiadi
- 1 medaglia:
  - 1 oro (Berlino 1936 a squadre)